# San Marzano sul Sarno
San Marzano sul Sarno é uma comuna italiana da região da Campania, província de Salerno, com cerca de 9.433 habitantes. Estende-se por uma área de 5 km², tendo uma densidade populacional de 1887 hab/km². Faz fronteira com Angri, Pagani, San Valentino Torio, Sant'Egidio del Monte Albino, Scafati.

## Demografia
| Variação demográfica do município entre 1861 e 2011                               |
|                                                                                   |
| Fonte: Istituto Nazionale di Statistica (ISTAT) - Elaboração gráfica da Wikipedia |